# Северо-запад штата Гояс (мезорегион)

Северо-запад штата Гояс на карте.

Северо-запад штата Гояс (порт. Mesorregião do Noroeste Goiano) — административно-статистический мезорегион в Бразилии. Входит в штат Гояс. Noroeste Goiano
Население составляет 220 541 человек (на 2010 год). Площадь — 55 642,297 км². Плотность населения — 3,96 чел./км².

## Демография
Согласно сведениям, собранным в ходе переписи 2010 г. Национальным институтом географии и статистики (IBGE), население мезорегиона составляет:
| Полное население                            | Полное население                            | Полное население                            | Полное население                            | 220 541 |
| ------------------------------------------- | ------------------------------------------- | ------------------------------------------- | ------------------------------------------- | ------- |
| в том числе:                                | Городское население                         | 166 523                                     | Процент городского населения, %             | 75,51   |
|                                             | Сельское население                          | 54 018                                      | Процент сельского населения, %              | 24,49   |
|                                             | Мужское население                           | 112 717                                     | Процент мужского населения, %               | 51,11   |
|                                             | Женское население                           | 107 824                                     | Процент женского населения, %               | 48,89   |
| Плотность населения, чел/км²                | Плотность населения, чел/км²                | Плотность населения, чел/км²                | Плотность населения, чел/км²                | 3,96    |
| Население мезорегиона в % к населению штата | Население мезорегиона в % к населению штата | Население мезорегиона в % к населению штата | Население мезорегиона в % к населению штата | 3,67    |

## Статистика
- Валовой внутренний продукт на 2003 год составляет 1 540 046 909,00 реалов (данные: Бразильский институт географии и статистики).
- Валовой внутренний продукт на душу населения на 2003 год составляет 6949,79 реалов (данные: Бразильский институт географии и статистики).
- Индекс развития человеческого потенциала на 2000 год составляет 0,726 (данные: Программа развития ООН).

## Состав мезорегиона
В мезорегион входят следующие микрорегионы:
1. Арагарсас
2. Сан-Мигел-ду-Арагуая
3. Риу-Вермелью